# Dik-dik
Dik-dik (Madoqua) je rod životinja iz porodice Bovidae. Živi u južnoj i istočnoj Africi.
Naraste do 30 – 40 cm i teži oko 3 – 5 kg. Ženke su obično veće od mužjaka, koji imaju kratke, 3 – 7,5 cm duge rogove. Vitke su životinje s dugim i tankim nogama i kod nekih vrsta vrlo velikom glavom u odnosu na veličinu tijela. Na glavi su tipično izdužena njuška i uspravna grba prekrivena dlakom na tjemenu. Dlaka je fina, crveno-smeđa na leđima i mnogo tamnija, a na ostalim dijelovima tijela je obično žuta ili bijela.
Obično žive u parovima na području većem od 12 hektara. Ti teritoriji često se nalaze duž stijena s vrlo visokom travom i grmljem, koje im pruža utočište. Vole područja, gdje imaju dobar pogled na okolicu pa lako mogu pobjeći. Njihova prehrana se sastoji od: mladica, grančica, voća, lišća i trava raznih vrsta. Zahvaljujući posebnom obliku glave može konzumirati bagrem, koje ima oštre trnje na granama. Vrlo su plahe životinje kojima se hrane: orlovi, šakali, hijene, karakali, lavovi, gepardi, leopardi i ostale afričke zvijeri.
Ženke rađaju jedno tele, koje je nakon rođenja teško oko 1,5 kg. Doseže spolnu zrelost u dobi od šest do osam mjeseci.

## Vrste
- Madoqua guntheri (Günther, 1894.)
- Madoqua kirkii (Günther, 1880.)
- Madoqua piacentinii (Drake–Brockman, 1911.)
- Madoqua saltiana (Desmarest, 1816.)